# Bulgaria all'Eurovision Young Dancers
La Bulgaria ha partecipato solo una volta all'Eurovision Young Dancers, nel 1991. È stato il primo stato del patto di Varsavia a prendere parte alla competizione. La rete responsabile della partecipazione è BNT. Non ha mai ospitato la manifestazione. la partecipazione all'Eurovision Young Dancers 1991 è stata la prima partecipazione dello Stato a un evento dell'UER: difatti ha debuttato all'Eurovision Song Contest nel 2005, al Eurovision Young Musicians nel 2006 e al Junior Eurovision Song Contest nel 2007.

## Partecipazioni
| Anno                                    | Ballerina          | Finale | Semifinale                |
| --------------------------------------- | ------------------ | ------ | ------------------------- |
| 1991                                    | Diliana Nikiforova | -      | Qualificata per la finale |
| Nessuna partecipazione dal 1993 al 2017 |                    |        |                           |